# Acetylmethadol
Acetylmethadol (INN) (auch: Methadyl acetate (USAN)) ist ein synthetisches Opioid-Analgetikum.
Acetylmethadol ist nicht zu verwechseln mit Alphacetylmethadol (α-Acetylmethadol) oder Levacetylmethadol (L-α-Acetylmethadol). Acetylmethadol ist eine racemische Mischung aus Alphacetylmethadol und Betacetylmethadol, die wiederum Racemate aus Levacetylmethadol (LAAM; L-α-Acetylmethadol) und D-α-Acetylmethadol beziehungsweise L-β-Acetylmethadol und D-β-Acetylmethadol sind. Daher hat Acetylmethadol jeweils vier mögliche optische Isomere. Für alle diese Isomere konnte gezeigt werden, dass sie in der Lage sind, die Wirkungen von Heroin in Ratten teilweise oder vollständig zu ersetzen.

## Klinische Angaben

### Anwendungsgebiete
Acetylmethadol ist ein Analgetikum mit einem langsamen Wirkungsanstieg und langer Wirkungsdauer. Es wird vor allem als Substitutionsmittel bei der Behandlung von Drogenabhängigkeit verwendet.

## Wirkungsmechanismus
Acetylmethadol ist primär ein Agonist des Opioidrezeptors des μ-Typs. Es funktioniert ähnlich wie Methadon. Acetylmethadol übt seine analgetische Wirkung durch die Bindung am μ-Opioid-Rezeptor von sensorischen Neuronen aus. Die Bindung an den μ-Opioid-Rezeptor aktiviert assoziierte G (i) Proteine. Die darauffolgenden Reaktionen hemmen die Bildung der Adenylatcyclase und vermindern so das Niveau des intrazellulären cAMP. G (i) aktiviert die Kaliumkanäle und inaktiviert die Calciumkanäle der Zelle und veranlasst so das Neuron zur Hyperpolarisation. Das Endergebnis ist eine verringerte Weiterleitung des Schmerzimpulses in der Nervenleitung und eine reduzierte Freisetzung von Neurotransmittern, wodurch die Aufnahmefähigkeit der Rezeptoren für Schmerzsignale verringert wird.

## Rechtsstatus
Acetylmethadol ist in Deutschland in der Anlage I zum Betäubungsmittelgesetz als nicht verkehrsfähiges Betäubungsmittel aufgeführt und kann nicht verschrieben werden.